# Rosette (Ornament)

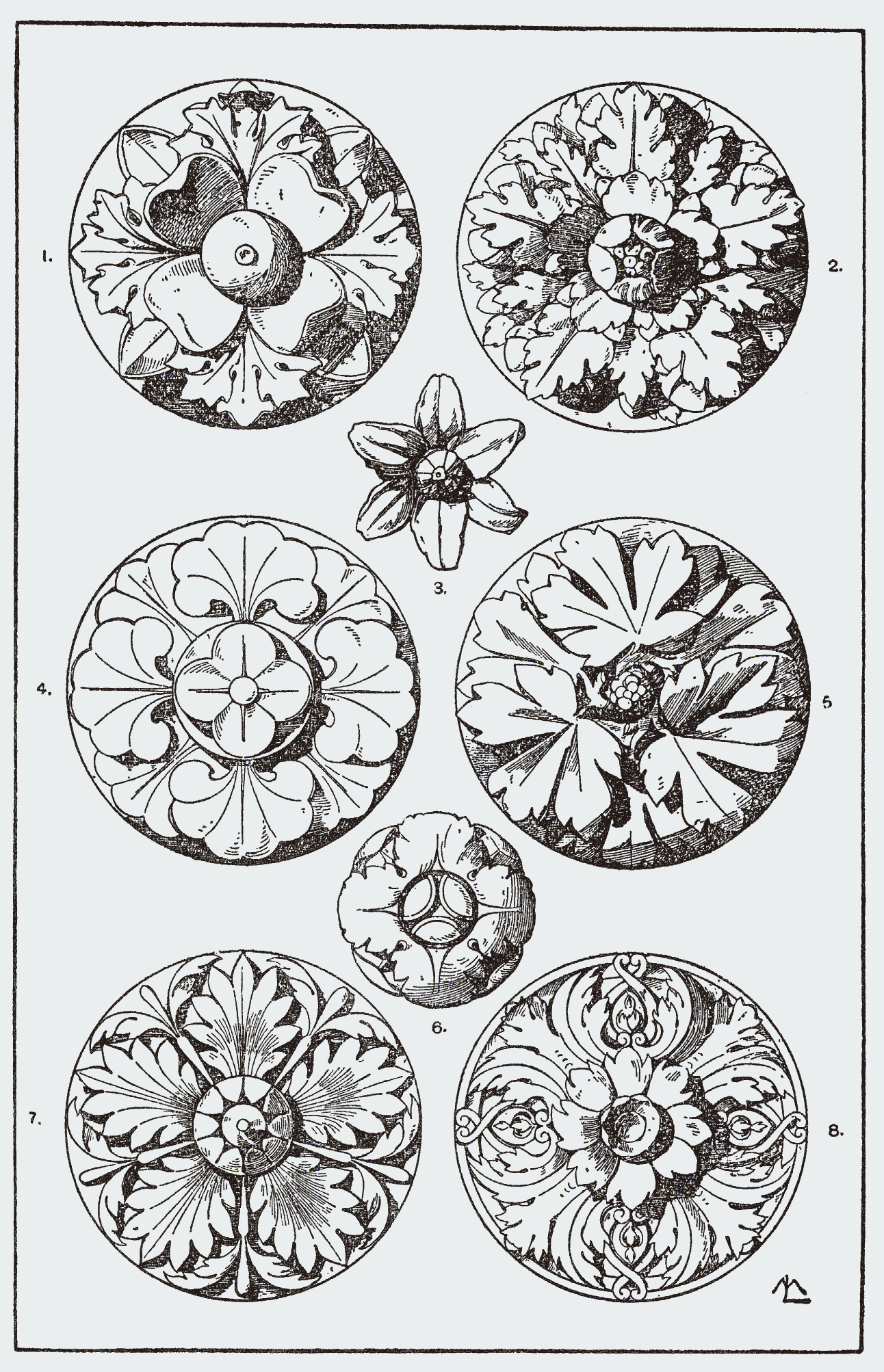
Rosetten

Rosetten sind dekorative Rundelemente z. B. in der Mitte größerer Flächen und als Schlusssteine von Kreuzgewölben. Verziert sind Rosetten mit geometrischen Formen, Spiralen und auch Blatt- bzw. Blütenwerk; seltener erscheinen auch Wappen oder (musizierende) Engel.
Eine spezielle Rosettenform ist die Fächerrosette (auch „Halbrosette“ genannt).

## Verwendung
Beispiele für die Verwendung von Rosetten oder rosettenartigen Formen als Ornament:
- Fensterrose
- Zierelement an indischen Stupa-Zäunen (vedikas), an Tempeldecken oder an Säulen (hier als Fächerrosetten)
- verzierte Abdeckplatte bei Türschlössern (daher die Bezeichnung Türrosette), Fenstergriffen oder Armaturen
- als Schnitzwerk am Schallloch von bestimmten Saiteninstrumenten (z. B. Lauten)
- an Kleidungsstücken
- an Bändern von Orden und Ehrenzeichen (z. B. Ehrenlegion, Médaille de la Résistance)
- auf Torten, Kuchen und Süßgebäck
- Pilsdeckchen (auch „Bierrosette“ oder „Pilsrosette“ genannt)
- zeitweise als Münzmeisterzeichen der Münzstätte Freiberg (1428–1441 und 1465–1500)
- auf Münzen als Zierelement
- auf Wappen, so beim Landkreis Warendorf oder des Vorgängerkreises und bei der Gemeinde Liebenburg
- Rasulidische Rosette, ein Wappen der Rasuliden

Zwei Rosetten im Wappen des Landkreises Warendorf, Deutschland
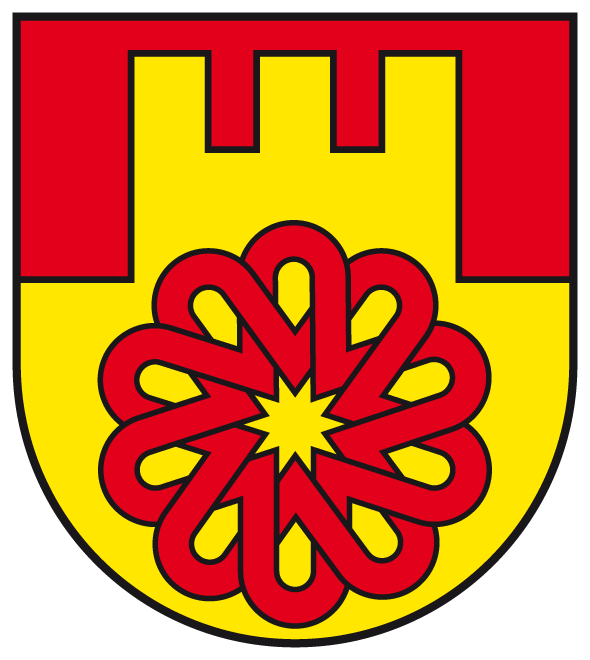
Eine Rosette im Wappen der Gemeinde Liebenburg, Deutschland
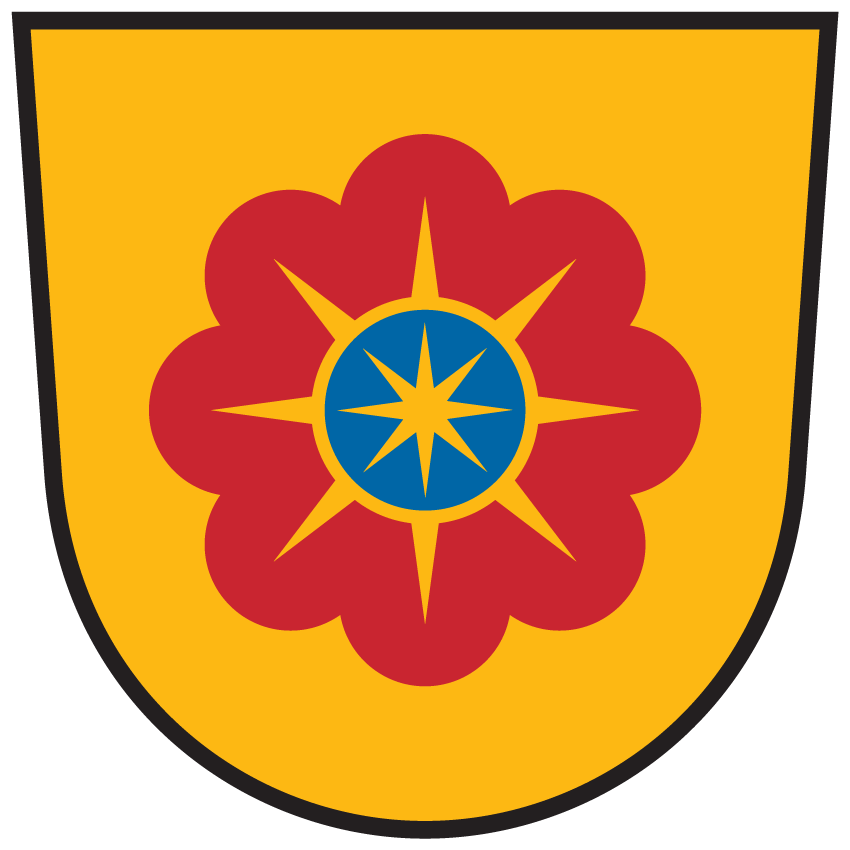
Eine Rosette im Wappen der Stadt Straßburg (Kärnten), Österreich